# كأس العالم لكرة السلة للسيدات 2014
كأس العالم لكرة السلة للنساء 2014 (بالتركية: 2014 FIBA Kadınlar Basketbol Dünya Kupası)‏ هو موسم من كأس العالم لكرة السلة للنساء. أقيم خلال الفترة 27 سبتمبر 2014 وحتى 5 أكتوبر 2014، وشارك فيه  16 فريقاً، وفاز فيه منتخب الولايات المتحدة الوطني لكرة السلة للنساء.